# 黃希範
黃希范，湖廣行省黃州府麻城縣（今湖北省麻城市）人，明朝政治人物。
洪武年間，其任徽州府知府。建文年間，擔任工部侍郎。燕王朱棣即位后，命逮捕黃希范與程通，并一併處死。